# Tue Lassen

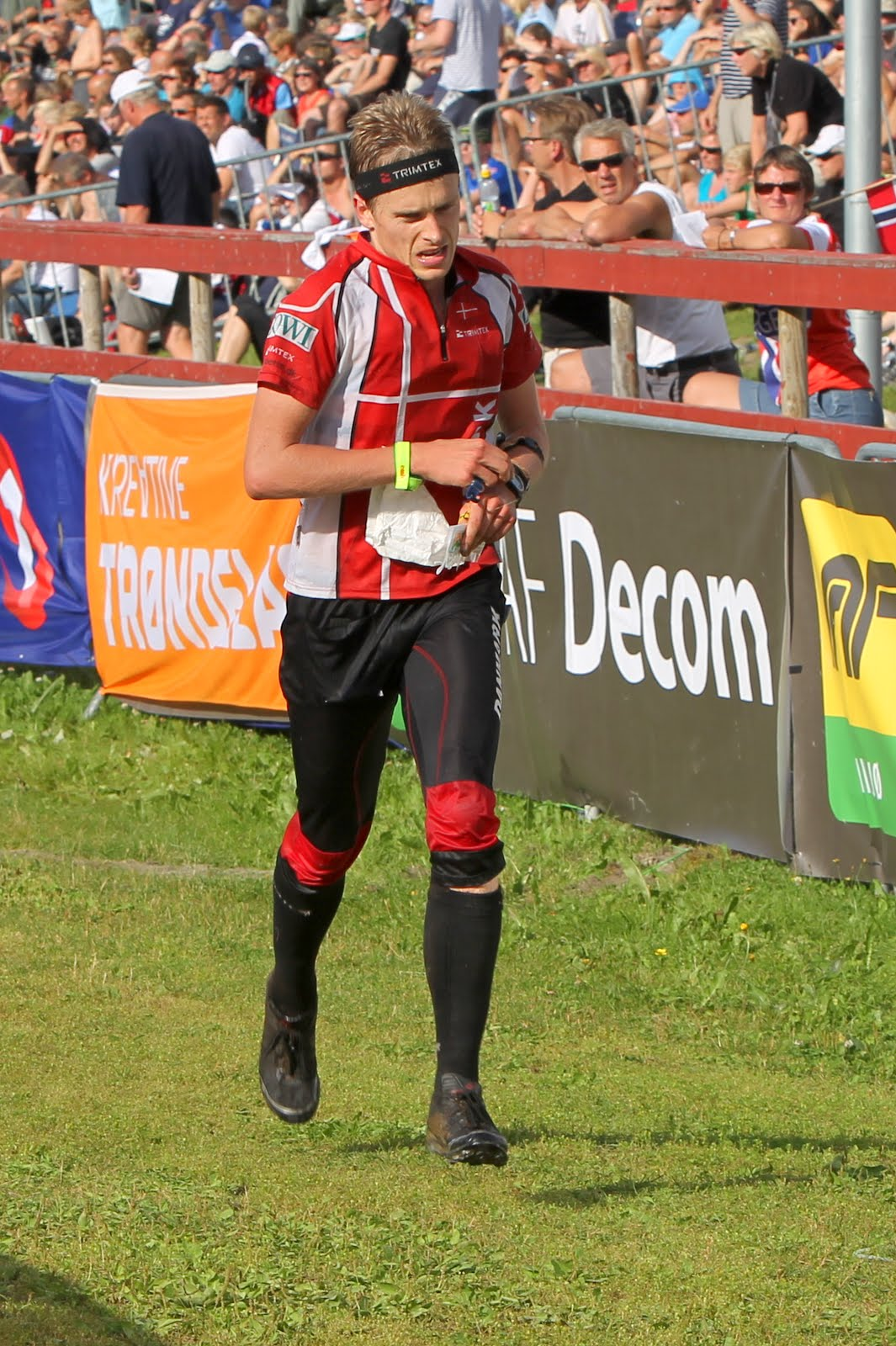
Tue Lassen

Tue Lassen, född den 28 november 1985 i Fåborg, är en dansk orienterare som tog silver i sprintstafett och brons på sprintdistansen vid VM 2014.